# Réclonville
Réclonville é uma comuna francesa na região administrativa de Grande Leste, no departamento de Meurthe-et-Moselle. Estende-se por uma área de 2,96 km². Em 2010 a comuna tinha 77 habitantes (densidade: 26 hab./km²).